# Alexandr Lavejkin
Alexandr Ivanovič Lavejkin, rusky Александр Иванович Лавейкин, (* 21. dubna 1951 Moskva, RSFSR, Sovětský svaz), je bývalý sovětský inženýr a kosmonaut. Roku 1987 se zúčastnil 2. základní expedice na vesmírnou stanici Mir. Na oběžné dráze strávil 174 dní, 3 hodiny a 26 minut.

## Život
Alexandr Lavejkin se narodil v Moskvě v rodině generála letectva, válečného hrdiny, Ivana Pavloviče Lavejkina, je ruské národnosti. Střední školu dokončil roku 1968. Roku 1974 dokončil studia oboru výroba kosmických strojů na fakultě strojírenství Moskevské vysoké technické školy N. E. Baumana.
Po škole pracoval v NPO Eněrgija , zabýval se tam výpočty pevnosti konstrukčních prvků kosmických lodí a hydraulickými systémy lodí. Přihlásil se mezi kosmonauty, prošel výběrem, 1. prosince 1978 ho schválila meziresortní komice pro výběr kosmonautů a 8. prosince byl příkazem ministra všeobecného strojírenství jmenován kosmonautem oddílu NPO Eněrgija. Roku 1980 vstoupil do komunistické strany.
Prodělal základní kosmonautický výcvik, přičemž byl začleněn do skupiny připravující se na lety raketoplánem Buran. Proto příprava zahrnovala i létání na L-29 Delfín. V listopadu 1984 byl zařazen mezi kosmonauty připravující se k letům na vesmírnou stanici Mir.
V únoru 1986 byl jmenován palubním inženýrem záložní posádky 2. základní expedice na Mir. Velitelem jeho posádky se stal Jurij Romaněnko. Šest dní před startem byla kvůli onemocnění jejího člena Alexandra Serebrova hlavní posádka 2. expedice odvolána a nahrazena zálohou Romaněnko, Lavejkin.
Do vesmíru odstartoval s Romaněnkem z kosmodromu Bajkonur 6. února 1987 v kosmické lodi Sojuz TM-2. Po dvoudenním samostatném letu se Sojuz úspěšně spojil s Mirem. Kosmonauti na palubě Miru pracovali půl roku, přijali modul Kvant-1, věnovali se fyzikálním i biologickým experimentům, astronomickým pozorováním a údržbě stanice. Během letu třikrát vystoupili do vesmíru, na povrchu stanice pracovali celkem 8 hodin a 48 minut. Koncem června se u Lavejkina objevily odchylky v práci srdce, proto padlo rozhodnutí o jeho předčasném návratu na Zem při nadcházející výměně kosmické lodi Sojuz. Dne 24. července se k Miru připojili kosmonauti 1. návštěvní expedice v Sojuzu TM-3 Alexandr Viktorenko, Alexandr Alexandrov a Syřan Muhammed Ahmad Fáris. Lavejkin se s Viktorenkem a Fárisem vrátil v Sojuzu TM-2 na Zem, na Miru ho nahradil Alexandrov.
Sojuz TM-2 přistál 30. června 1987 v kazašské stepi 140 km severovýchodně od Arkalyku. Za let byl vyznamenán titulem Hrdina Sovětského svazu a Leninovým řádem, od Sýrie dostal řád „Hrdina Syrské arabské republiky“ a Řád družby a spolupráce.
Jeho srdeční problémy byly zhodnoceny jako nevýznamné odchylky od normy a mohl se vrátit k práci kosmonauta. Roku 1990 byl začleněn do skupiny pro let Sojuz-zachránce, připravovaném pro případ problémů při letu raketoplánu Buran. Od května 1991 byl v záložní posádce „kazašského“ letu (s Vasilijem Ciblijevem a Talgatem Musabajevem). Když byly v červnu 1991 sloučeny let Kazacha s programem AustroMir 91 (let rakouského kosmonauta), nezbylo pro Lavejkina místo. V říjnu 1991 ho jmenovali do třetí posádky 11. expedice na Mir, ale v dubnu 1992 z přípravy vypadl, protože se kvůli velké svalové hmotě nevešel do skafandru Orlan DMA. V důsledku toho se mohl účastnit pouze krátkodobých letů, nepředpokládajících výstupy do vesmíru. Kosmonautem zůstal ještě dva roky, do 28. března 1994, o měsíc později odešel i z Eněrgije.
Od roku 2007 je zástupcem ředitele pro vědeckou práci moskevského Pamětního muzea kosmonautiky (Мемориальный музей космонавтики).
Alexandr Lavejkin je ženatý, má jednoho syna.